# Карло I Чибо-Маласпина
Вижте пояснителната страница за други личности с името Карло I.
Кàрло I Чѝбо-Маласпѝна (на италиански: Carlo I Cybo-Malaspina; * 18 ноември 1581 във Ферара, Папска държава; † 13 февруари 1662 в Маса, Княжество Маса и Маркграфство Карара) е княз на Маса и маркграф на Карара, втори херцог на Ферентило (1623 – 1662), първи херцог на Айело, принц на Свещената Римска империя, пфалцграф на Латеран, барон на Падули от 1609 г., суверенен господар на Монета и Авенца, господар на Лаго, Лагитело, Сера и Терати от 1623 г., барон на Рим, патриций на Рим и на Генуа, патриций на Пиза и на Флоренция, патриций на Неапол, благородник на Витербо.

## Произход
Той е първото дете на Алдерано Чибо-Маласпина (* 1552, † 1606), титулярен маркиз на Карара, херцог на Ферентило, патриций на Рим и на Генуа, патриций на Пиза и на Флоренция, патриций на Неапол, благородник на Витербо, и на съпругата му Марфиза д'Есте (* 1562, † 1608). Негови дядо и баба по бащина линия са херцог Алберико I Чибо-Маласпина и Елизабета дела Ровере, а по майчина – Франческо д’Есте, княз на Маса (Марфиза е негова извънбрачна дъщеря), и неизвестна жена.
Има шест братя и една сестра:
- Франческо (* 1584, † 1616), патриций на Рим и на Генуа, патриций на Пиза и на Флоренция, благородник на Витербо
- Одоардо (* 1585, † 1612), патриций на Рим и на Генуа, патриций на Пиза и на Флоренция, патриций на Неапол, благородник на Витербо, полковник от Армията на S.M. Cattolica
- Чезаре (*/ † 1587)
- Витория (* 1588, † 1635), съпруга на графа сенатор Ерколе Пеполи, граф на Кастильоне, граф на Свещената Риска империя, патриций на Болоня и сенатор на Болоня
- Фердинандо (* 1590, † 1623), свещеник, каноник на Катедралата на Генуа
- Алесандро (* 1594, † 1639), рицар на Малтийския орден (1597)
- Алфонсо (*/ † 1596), патриций на Рим и Генуа, патриций на Пиза и Флоренция, патриций на Неапол, благородник на Витербо

## Биография
При раждането му му са посветени стихове от Торкуато Тасо.
След смъртта на чичо си Феранте на 30 януари 1593 г. наследява титлата „маркиз на Айело, земя на Калабрия“, закупена от неговия предшественик Алберико I през 1566 г. и която Филип III от Испания издига като маркграфство три години по-късно и която става херцогство през 1605 г. 
На 22 февруари 1605 г. се жени за Бриджида, дъщеря на генуезеца Джанетино Спинола, рицар на Ордена на Св. Яков, който му донася 120 000 дуката като зестра и от която има четиринадесет деца. Първите години от брака си прекарва в Генуа, където се раждат децата му. 
На 14 ноември 1606 г. умира баща му и Карло, след като става наследник на трона на дядо си, приема титлата „маркиз на Карара“ по право на рождение. Когато дядо му Алберико I умира през 1623 г., той е принуден от събитията да прехвърли резиденцията си в княжеството. Той се възкачва на трона на 18 януари 1623 г., като получава императорската инвеститура от Фердинанд II на 7 ноември. През 1625 г. издейства за себе си и за своите потомци правото да носят титлата „Високопочитаем“ (на итал.: Illustrissimo).
Карло I се отличава с много обществени дейности и оставя конкретни следи от работата си, управлявайки в продължение на тридесет и девет години с благоразумието на своя предшественик, движейки се без да показва арогантност или воля за надмощие в разгара на борбите на различните държави на Централна Италия (особено между Флоренция и Генуа). Така той получава през 1629 г. от папа Урбан VIII енорията Сан Пиетро ди Маса да бъде издигната като прочута колегиална църква, с абатско достойнство и използване на епископи, която той по-късно разширява и украсява с дванадесет мраморни олтара. Той също така разширява и украсява парка Чибо в Кампорималдо и модернизира жилищните дворци на Карара и Маса. 
По време на управлението си знае как да култивира науките и изкуствата, благоприятствайки тяхното развитие и разпространение с внимателна културна политика, насочена към обучение на младите хора в класическа литература и следователно към формиране на група от интелектуалци на негова служба. Той води в Маса като учители първо Гуидо Ванини от Лука и след това Консалво де Санти от Отранто, докато на Франческо дела Доте от Пиза е поверена задачата да създаде типография с приложена библиотека. Самият той, любител на литературата и страстен любител на поезията от 1600 г., е член на Академията на безстрашните във Ферара, на която също става принц. Също е принц на Академията на Генуа, където изявява качествата си на писател и поет и е член на Академията на тъмните (Accademia degli Oscuri) в Лука. Има много поети, с които е в контакт и които го прославят в своите стихове: Торкуато Тасо, Доменико Андреони от Лука, Клаудио Акилини и др.
Умира на 13 февруери 1662 г. на 80-годишна възраст и е погребан в Параклиса на Св. Броеница в църквата „Св. Петър“ в Маса. Наследен е от най-големия си син Алберико II.

## Брак и потомство
∞ 22 февруари 1605 в Генуа за Бриджида Спинола (* 26 октомври 1587, Генуа; † 22 януари 1660, пак там), дъщеря на Джанетино Спинола и на Диана де Мари от Генуа, от която има осем сина и шест дъщери:
- Алберико II Чибо-Маласпина (* 23 юли 1607, Генуа; † 2 февруари 1690, Маса), 1-ви херцог на Маса и княз на Карара (1664 – 1690), княз на Маса и маркграф на Карара (1662 – 1664), херцог на Ферантило (1662 – 1690); ∞ 1629 за Фулвия Пико дела Мирандола (* 1607, † 1679), от която има шест сина и седем дъщери
- Марфиза Чибо-Маласпина (* 17 ноември 1608, Генуа; † 26 март 1612, пак там)
- Мария Чибо-Маласпина  (* 29 декември 1609, Генуа; † 13 декември 1652, Падуа), ∞ 1626 за Галеото IV Пико дела Мирандола, княз на Мирандола (* 1605 † 1637), от когото има двама сина и шест дъщери
- Вероника Чибо-Маласпина (* 10 декември 1611, Генуа; † 13 декември 1691, Падуа), ∞ 1627 за Якопо Салвиати (* 1607 † 1672), херцог на Джулиано, патриций на Флоренция, от когото има три деца
- Алдерано Чибо-Маласпина (* 16 юли 1613, Генуа; † 22 юли 1700, Рим), кардинал от 1645, епископ на Йези (1656 – 1671)
- Плачидия Чибо-Маласпина (* 15 август 1614, Генуа; † 11 март 1675, Неапол), ∞ за Карло де Гуевара († 1674), херцог на Бовино, патриций на Неапол, велик сенешал на Неаполитанското кралство
- Джанетино Чибо-Маласпина (* 17 август 1615, Генуа; † 30 юли 1683, Мадрид), патриций на Рим и на Генуа, патриций на Пиза и на Флоренция, патриций на Неапол, благородник на Витербо, рицар на Сантяго, генерал от кавалерията и фелдмайстор на армиите на краля на Испания;
- Франческо Чибо-Маласпина (* 4 ноември 1616, Генуа; † февруари 1657, Неапол), кавалер на Малтийския орден (1625), генерал на галерите на Краля на Испания
- Лоренцо Чибо-Маласпина (* 23 април 1618, Генуа; † 18 април 1680, Рим), епископ на Йези от 1671
- Одоардо Чибо-Маласпина (* 6 декември 1619, Генуа; † 6 февруари 1705, Маса), префект и папски управител на Перуджа, Анкона, Витербо, Норча, Орвието, Камерино и Сабина (1655 – 1670), титулярен архиепископ на Селевкия от 1670 г., апостолически нунций в Швейцария (1670 – 1679), секретар на Конгрегацията на пропагандата Fide (1680 – 1695), титулярен патриарх на Константинопол от 1689 г.
- Диана Чибо-Маласпина (* 1620, Генуа, † 1688, Маса), монахиня кларисинка в Манастира на Св. Киара в Маса
- Ричарда Чибо-Маласпина (* 20 март 1622, Генуа; † март 1683, Новелара), ∞ 1648 в Маса за Алфонсо II Гондзага (* 1616 † 1678), граф на Новелара, от когото има трима сина и една дъщеря
- Доменико Чибо-Маласпина (* 1623, Генуа; † 1678, Маса), абат на Колегиална църква „Сан Пиетро“ в Маса, абат комендатор на „Сан Пиетро“ в Борцоне (1644), абат комендатор на „Сан Пиетро ин Вале“ във Ферентило (1653)
- Джовани Батиста Чибо-Маласпина (* 1624, Маса, † 1625, пак там)